# On Your Mark (みやかわくんのアルバム)
『On Your Mark』（オン・ユア・マーク）は、みやかわくんのインディーズ1枚目のミニアルバム。2017年12月20日にASHITABA RECORDSから発売された。

## 解説
- 初のソロアルバム。販売店やイベント会場などで多数の特典が用意された[2]。
- アルバムのために新録されたカバー曲を4曲、オリジナル曲を3曲収録。
- ジャケットの裏表紙とCDラベルには故郷である式根島の風景写真が印刷されており、CDケースを開くと星空が広がるように工夫されている。
- ジャケット写真には4歳当時の本人の姿が収められているが、イベント会場で販売されたCDには17年後（21歳現在）の姿を同じ構図、同じ服装で撮影したアザージャケット（サインプリント入り）が購入者特典として付けられた。

## 収録曲
1. ブリキノダンス
作詞：日向電工 / 作曲：日向電工 / 編曲：ANCHOR
日向電工の人気ボカロ曲のカバー。サウンドプロデューサーのANCHORが編曲。滝善充（Gt. / 9mm Parabellum Bullet）がギターで参加している。
2. アンチビート
作詞：DECO*27 / 作曲：DECO*27 / 編曲：柴崎浩
DECO*27の人気ボカロ曲のカバー。柴崎浩（Gt. / abingdon boys school・元WANDS〜al.ni.co）が編曲、ギターでも参加。
3. Never Greed
作詞：みや＋サカイダユーキ / 作曲：柴崎浩 / 編曲：柴崎浩
オリジナル曲。みやかわくん本人が作詞にも挑戦している。ギターは柴崎浩。
4. 一騎当千
作詞：梅とら / 作曲：梅とら / 編曲：サカイダユーキ
梅とらの人気ボカロ曲のカバー。現在活動休止中のロックバンド、PIECE4LINEのギターボーカルでサウンドプロデューサーのサカイダユーキが編曲。
5. スピカ
作詞：ANCHOR / 作曲：ANCHOR / 編曲：ANCHOR
オリジナル曲。
6. 君に届け
作詞：山村隆太 / 作曲：阪井一生 / 編曲：サカイダユーキ
flumpoolの楽曲をカバー。サカイダユーキが編曲、ギターとベースも担当。アルバム発売前にYouTubeに投稿された動画は2018年7月4日現在で約1040万回再生されている[3]。
7. On Your Mark
作詞：サカイダユーキ / 作曲：サカイダユーキ / 編曲：サカイダユーキ
オリジナル曲。隠しトラックあり。あにかわくん（みやかわくんの兄）、妹子（みやかわくんの妹）、だけぢ・まろん・平塚・ゴメス・ゆーしん（みやかわくんの友人）がコーラスで参加。
8. 海の声 (配信限定)
作詞：篠原誠 / 作曲：島袋優（BEGIN) / 編曲：サカイダユーキ
浦島太郎（桐谷健太）の楽曲をカバー。メジャーデビュー記念として「secret blue」のライブ会場で配付された音源が配信盤限定で追加収録された。

## 購入者特典

### 販売店限定
- ヴィレッジ・ヴァンガード 実店舗「A2ポスター」
- ヴィレッジ・ヴァンガード オンライン「ラバーリング」
- ヴィレッジ・ヴァンガード ポップアップショップ 前金予約特典「クリアファイル」
- タワーレコード（実店舗・オンライン）「ステッカー」
- Amazon「缶バッジ」
- アニメイト・とらのあな・ゲーマーズ・メロンブックス（実店舗・オンライン）「ポストカード」

### イベント会場限定
- 全会場「アザージャケット（サインプリント入り）」[4][5][6][7][8]

### ライブ会場限定
- secret blue 『海の声（cover)』のスタジオレコーディング特別ver.